# Тимофеев, Константин Иванович
Константин Иванович Тимофеев (1921, дер. Ламерье, Новгородская губерния — 31 января 1944) — комсорг стрелкового батальона 907-го стрелкового полка 244-й стрелковой дивизии 6-й армии 3-го Украинского фронта, старший сержант. Герой Советского Союза.

## Биография
Родился в 1921 году в деревне Ламерье (ныне Крестецкого района Новгородской области) в крестьянской семье. Окончил 7 классов. Работал в колхозе.
В Красной Армии с апреля 1941 года. В боях Великой Отечественной войны с июня 1941 года.
Комсорг стрелкового батальона 907-го стрелкового полка комсомолец старший сержант Константин Тимофеев в октябре 1943 года после освобождения города Запорожье с группой бойцов переправился через реку Днепр и обеспечивал форсирование реки батальоном. В конце января 1944 года в районе города Никополь Днепропетровской области Украины старший сержант 907-го стрелкового полка Тимофеев К. И. участвовал в бою у села Китайгородка Томаковского района Днепропетровской области Украины. В этом бою, заменив погибший расчёт станкового пулемёта, старший сержант Тимофеев пулемётным огнём нанёс врагу значительный урон. Будучи тяжело раненым, советский воин был взят в плен и сожжён заживо в горящей соломе. К званию Героя Советского Союза представлялся 20 марта 1944 года.
Указом Президента СССР от 11 ноября 1990 года за мужество и героизм, проявленные в Великой Отечественной войне 1941—1945 годов, старшему сержанту Тимофееву Константину Ивановичу посмертно присвоено звание Героя Советского Союза. Родственникам Героя были вручены орден Ленина и медаль «Золотая Звезда».
Награждён орденом Ленина, орденами Отечественной войны 2-й степени, Красной Звезды.

## Память
В селе Китайгородка имя Константина Тимофеева увековечено на обелиске. На родине Героя, в районе новостроек, установлена памятная плита, сообщающая: «На этом месте стоял дом, в котором жил с 1921 по 1941 гг. Герой Советского Союза Константин Иванович Тимофеев».